# William Jeffrey
William „Bill“ Jeffrey (* 3. August 1892 in Edinburgh, Schottland; † 7. Januar 1966 in New York City) war ein amerikanischer Fußballtrainer.

## Leben und Wirken
Er war von 1926 bis 1951 Trainer der Mannschaft der Penn State, mit der er insgesamt zehn College-Meisterschaften der USA gewinnen konnte. Als einer der führenden Trainer des US-College-Fußballs wurde er 1950 als Trainer der US-Mannschaft für die Weltmeisterschaft berufen, wo die USA zwar nach der Vorrunde ausschieden, mit einem 1:0-Sieg über England gelang aber eine der größten Überraschungen der WM-Geschichte. 1951 wurde Jeffrey in die US-National Soccer Hall of Fame aufgenommen. 
Jeffrey arbeitete als Mechaniker bei der Pennsylvania Railroad und coachte das Fußballteam der Altoona Works der Eisenbahngesellschaft. Während eines Freundschaftsspiel gegen die Penn State beeindruckte Jeffrey den Leiter der Sportprogramme der Universität so sehr, dass dieser Jeffrey als neuen Trainer engagierte. Er blieb dies insgesamt 27 Saisons, darunter eine Serie ohne Niederlage von 1932 bis 1941.
Jeffrey war einer der Gründer der National Soccer Coaches Association of America und ihr Präsident 1948, diese vergibt jedes Jahr den nach ihm benannten Bill Jeffrey Award für College-Trainer die sich besonders um den College-Fußball verdient gemacht haben.
William Jeffrey starb 1966 im Alter von 73 Jahren. Er fand seine letzte Ruhestätte auf dem Centre County Memorial Cemetery in State College, Pennsylvania.